# Jean Aerts
Jean Aerts (Laeken, 8 settembre 1907 – Bruges, 15 giugno 1992) è stato un ciclista su strada e pistard belga.
Professionista dal 1928 al 1943, fu primo ciclista a vincere i Campionati del mondo sia da dilettante, nel 1927 a Nürburg in Germania, che da professionista, nel 1935 a Floreffe in Belgio.

## Palmarès

### Strada
- 1927

Campionati del mondo, Prova in linea Dilettanti
- 1929

tappa Tour du Sud-Ouest
tappa Tour du Sud-Ouest
Classifica generale Tour du Sud-Ouest
1ª tappa Volta a Catalunya
3ª tappa Volta a Catalunya
4ª tappa Volta a Catalunya
5ª tappa Volta a Catalunya
7ª tappa Volta a Catalunya
Circuit Chaloise
- 1930

Prologo Tour de France (Bordeaux)
- 1931

Paris-Bruxelles
Classifica generale Criterium du Midi
- 1932

1ª tappa Tour de France (Caen)
- 1933

2ª tappa Ronde van België
3ª tappa Ronde van België
5ª tappa Ronde van België
Classifica generale Ronde van België
2ª tappa Paris-Nice
4ª tappa Tour de France (Belfort)
15ª tappa Tour de France (Ax-les-Thermes)
17ª tappa Tour de France (Tarbes)
19ª tappa Tour de France (Bordeaux)
20ª tappa Tour de France (La Rochelle)
21ª tappa Tour de France (Rennes)
- 1934

7ª tappa Tour de Suisse
Paris - Boulogne-sur-Mer
- 1935

Paris-Vichy
4ª tappa Tour de France (Belfort)
8ª tappa Tour de France (Gap)
10ª tappa Tour de France (Nizza)
19ª tappa, 2ª semitappa Tour de France (Nantes, cronometro)
Campionati del mondo, Prova in linea
- 1936

Campionati belgi, Prova in linea

### Altri successi
- 1929

Villeneuve sur Lot (Criterium)
- 1930

Grand Prix du Mathonnais (Criterium)
- 1931

Wanze (Criterium)
- 1932

Grand Prix du Genève (Criterium)
Grand Prix du Nice (Criterium)
- 1934

Basel (Criterium)
- 1935

Zürich (Criterium)
- 1936

Brussel (Derny)
Pau (Criterium)
- 1937

London (Criterium)

### Pista
- 1937

Sei giorni di Bruxelles (con Omer De Bruycker)
Sei giorni di New York #1 (con Omer De Bruycker)

## Piazzamenti

### Grandi Giri
- Tour de France

1929: ritirato (10ª tappa)
1930: ritirato (13ª tappa)
1932: 13º
1933: 9º
1935: 29º
- Giro d'Italia

1931: ritirato

### Classiche monumento
- Parigi-Roubaix

1929: 6º
1930: 6º
1931: 19º
1932: 4º
1935: 3º

### Competizioni mondiali
- Campionati del mondo

Nürburgring 1927 - In linea (Dilettanti): vincitore
Budapest 1928 - In linea (Dilettanti): 3º
Floreffe 1935 - In linea (Professionisti): vincitore
Berna 1936 - In linea (Professionisti): ritirato